# Karol Myśliwiec (duchowny)
Karol Myśliwiec (ur. 31 grudnia 1866 w Sprzęcicach, zm. 3 maja 1897 w Opolu) – polski ksiądz katolicki, działacz narodowy i społeczny na Śląsku.

## Rodzina
Pochodził z rodziny małorolnego chłopa. Jego rodzicami byli Filip Myśliwiec i Marianna z d. Śmiałek, a bratem Franciszek Myśliwiec (1868-1941) – rolnik, działacz narodowy i społeczny, prezes Dzielnicy Śląskiej Związku Polaków w Niemczech.

## Życiorys
W 1890 r. ukończył gimnazjum w Opolu, po czym studiował teologię na Uniwersytecie Wrocławskim. Ordynowany w 1894 r. we Wrocławiu, pracował w Kamieniu Śląskim jako wikary, a następnie od 1895 r. jako kapelan w klasztorze Sióstr de Notre Dame w Opolu.

## Działalność
W czasie studiów pod pseudonimem Jan Pakuła pisywał artykuły o tematyce polityczno-społecznej do Gazety Opolskiej. W sytuacji, gdy od 1866 r. zakazana była na wrocławskim uniwersytecie działalność jakichkolwiek organizacji polskich był niezmiernie aktywny w środowisku polskich studentów we Wrocławiu, zachęcając ich do wspólnego kształcenia się w zakresie historii Polski i polskiej literatury. Wraz z Michałem Przywarą był głównym inicjatorem założenia 10 lipca 1892 r. polskiego Towarzystwa Akademików Górnoślązaków (początkowo: Towarzystwo Naukowe Górnośląskich Akademików. Inicjował zakładanie bibliotek ludowych. Incognito wspierał działalność Towarzystwa Czytelni Ludowych, przesyłając zapomogi na zakup książek. Jako kapelan w Opolu nauczał młodzież gimnazjalną postaw patriotycznych, zaś niezamożnych wspierał z własnych funduszy.
Księdza K. Myśliwca tak scharakteryzował po latach jego kolega ze studiów we Wrocławiu Ignacy Chrzanowski: Ten szlachetny, mądry, cichy, czysty jak łza człowiek był, śmiało można powiedzieć, już w uniwersytecie, a cóż dopiero po wyświęceniu na księdza, jednym z najgorliwszych apostołów polskości na Śląsku.